# Evangelische Kirche Mönchhosbach

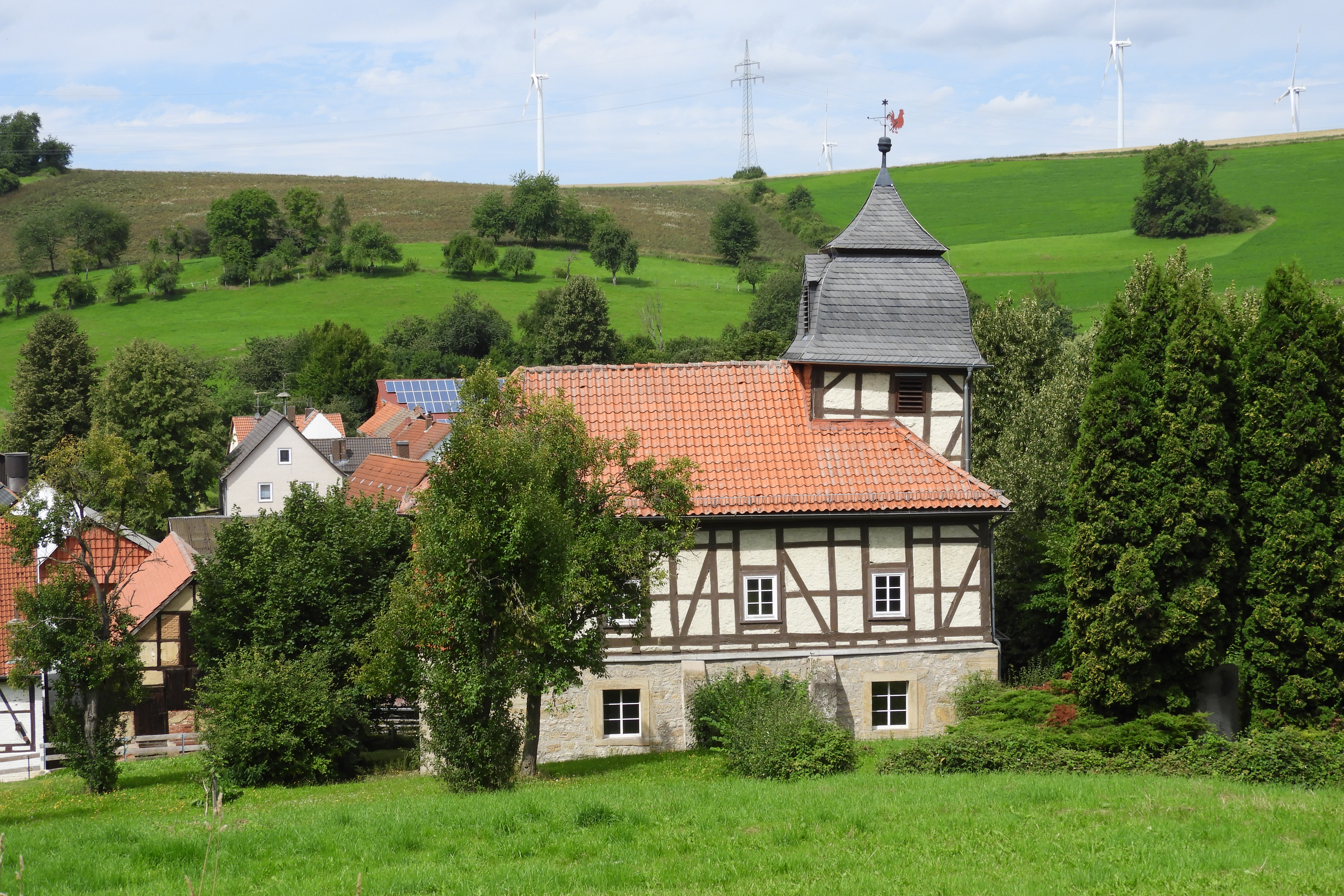
Die Ostseite der Fachwerkkirche

Die evangelische Kirche Mönchhosbach ist ein denkmalgeschütztes Gebäude im Ortsteil Mönchhosbach der Gemeinde Nentershausen im nordhessischen Landkreis Hersfeld-Rotenburg. Die Kirchengemeinde ist dem Pfarramt Solz zugeordnet und gehört zum Kirchenkreis Hersfeld-Rotenburg der Evangelischen Kirche von Kurhessen-Waldeck im Sprengel Hanau-Hersfeld.

## Kirchengebäude

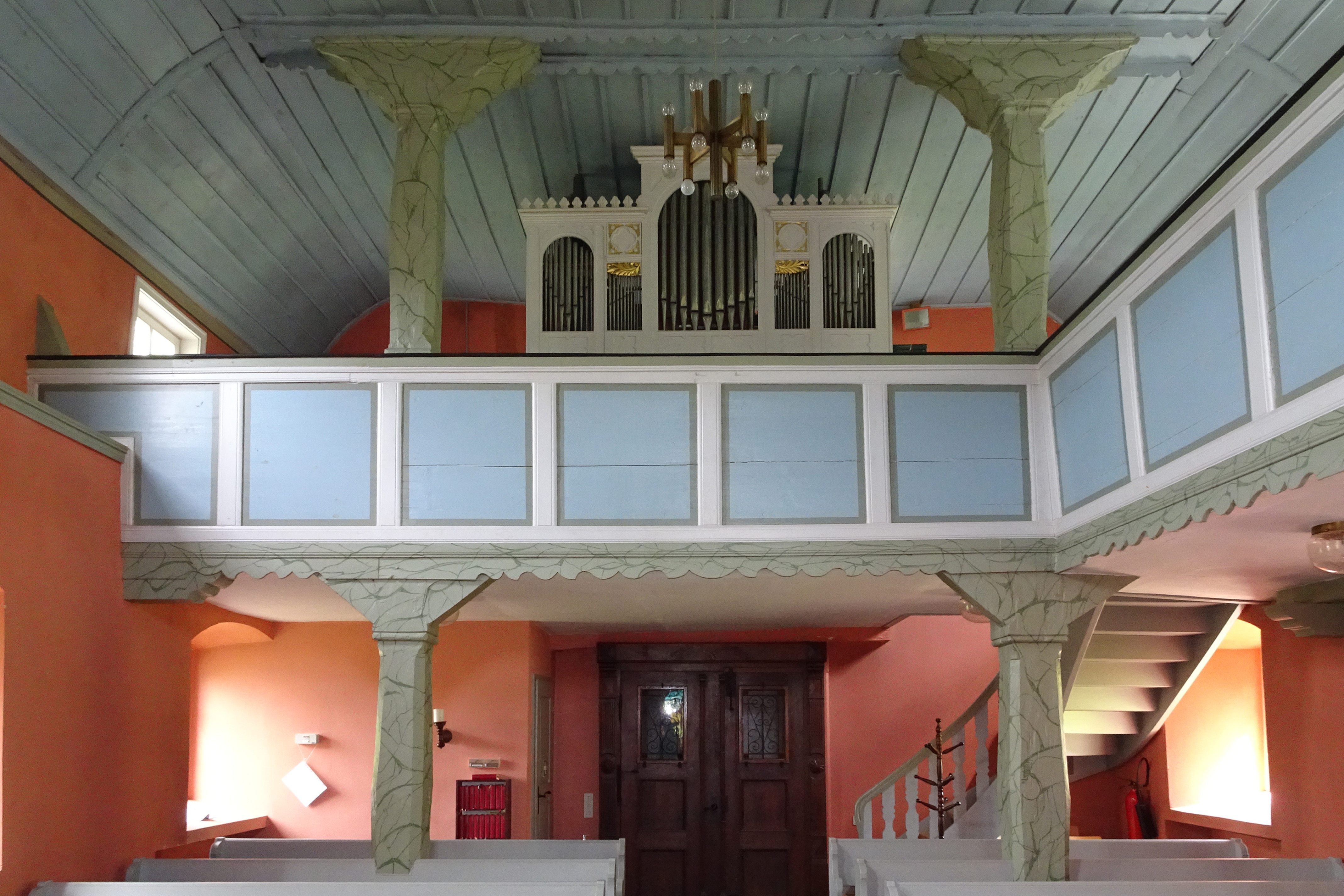
Im Kircheninnern tragen gebauchte Emporenpfeiler den Turm

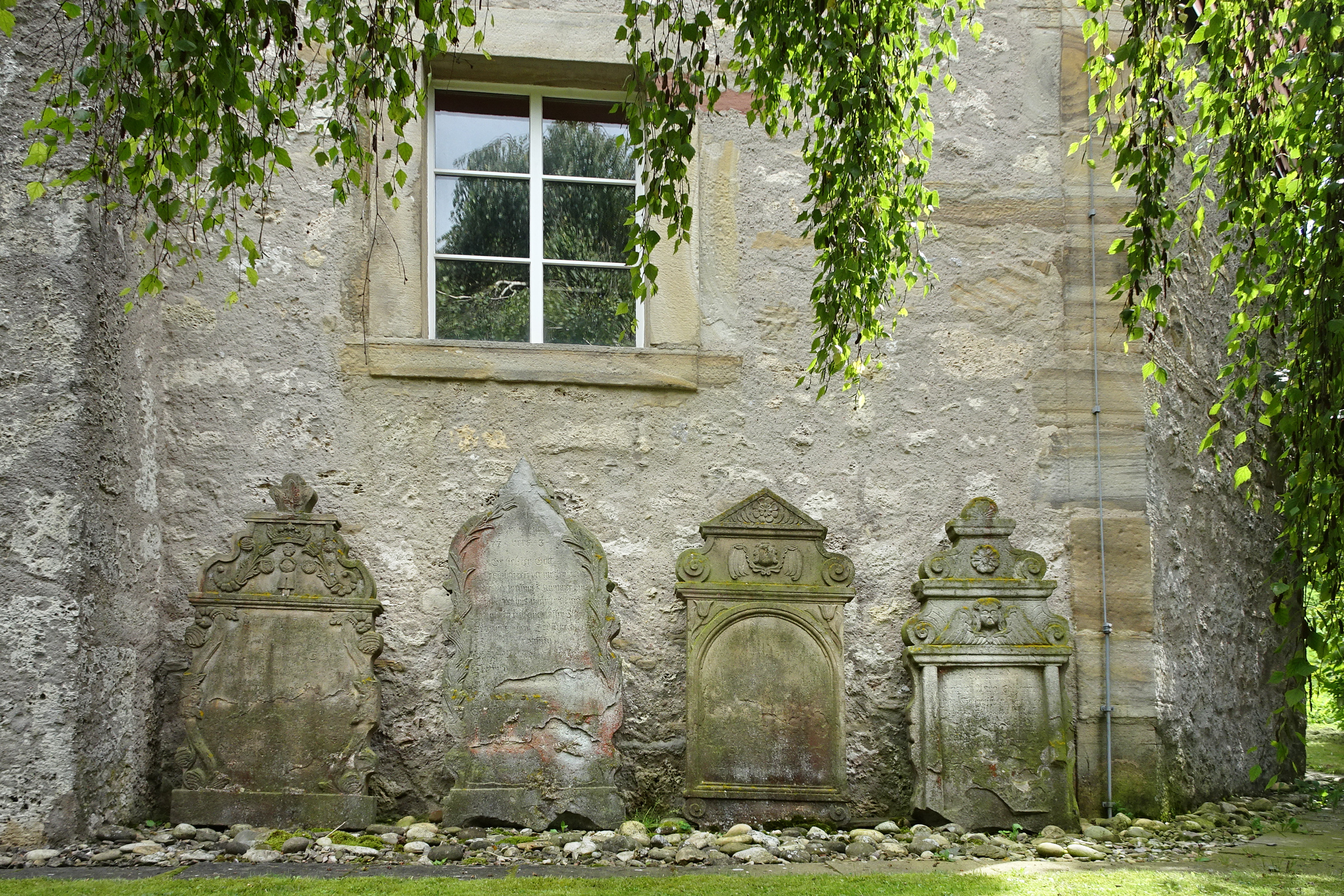
Um die Kirche stehen einige beachtenswerte Grabsteine aus dem 18. und 19. Jahrhundert des alten Friedhofs

Ihr heutiges Aussehen erhielt die Dorfkirche in dem Jahr 1781, als das Vorgängergebäude umgebaut und auf seine verbliebenen Fundamente und Mauerwerk ein Fachwerkobergeschoss aufgesetzt wurde. Eine eingestemmte Inschrift in der Schwelle des Fachwerks an der Nordseite zeugt davon. Über die Gestalt der kleineren älteren Kirche sind keine zuverlässigen Überlieferungen bekannt. Es wird angenommen, dass der damalige Chor nach Osten ausgerichtet war und der Eingang an der westlichen Seite oder an einer Seitenwand lag. Wenn auch damals, wie vermutet wird, die Kirche noch keinen Turm hatte, so besaß sie wahrscheinlich einen Dachreiter, denn es wurde überliefert, dass kostbare Glocken aus dem 14. und 15. Jahrhundert bis 1917 vorhanden gewesen waren. Eine dieser Glocken musste im Ersten Weltkrieg abgegeben werden, eine andere wurde verkauft. Im Jahr 1918 stifteten die Gemeindeglieder ihrem Gotteshaus eine neue Glocke und Ostern 1991 kam zu ihr eine weitere, über Spenden angeschaffte Glocke, so dass die Kirche wieder ein Zweiergeläut besitzt.
Der rechteckige Saalbau der heutigen Kirche besitzt einen dreiseitigen Chorabschluss. Das aus Bruchsteinen gemauerte Erdgeschoss hat Eckquader aus grauem und rotem Sandstein. Dem aufgesetzten Obergeschoss mit der Holzfachwerkkonstruktion verdankte die Kirche ihre Aufnahme in die Gruppe der förderungswürdigen Fachwerkkirchen in Hessen und damit verbunden eine Grundrenovierung und Restaurierung zu Beginn der 1980er Jahre. Auch die aus dem Jahr 1885 stammende Orgel des Orgelbauers Möller aus Rotenburg wurde restauriert und ein buntes Glasfenster im Chorraum hinter dem Altar rundete im Jahr 1986 die Renovierungsarbeiten ab. Der Fachwerkturm mit geschweifter Haube und abgesetzter Spitze sitzt an der Nordseite über dem Eingang. Um die Kirche stehen einige beachtenswerte Grabsteine aus dem 18. und 19. Jahrhundert des ehemaligen Friedhofs. Wegen ihrer künstlerischen Bedeutung ist die Mönchhosbacher Dorfkirche ein geschütztes Kulturdenkmal.

## Geschichte
Der Ort gehörte zu der Grundherrschaft des Benediktinerinnenklosters Bubenbach, das der Reichsabtei Hersfeld unterstellt war und im Jahr 1296 nach Cornberg verlegt wurde. Die Errichtung einer ersten Kirche wird für die Jahre um 1300 angenommen, als das Dorf Hosbach im Besitz der Frauen des Klosters Cornberg war. Der Heimatforscher Ernst Henn vermutet, dass die Gemeinschaft von Nonnen sich nicht imstande sah, die Gutshöfe ohne fremde Hilfe zu bewirtschaften. Daher versuchten sie schon bald Laienbrüder zu verpflichten. In Urkunden wird um 1310 ein Bruder Rudiger zu Hosbach genannt und 1341 lebte ein Bruder Curt in Hosbach. Ein Zeichen, dass hier über lange Zeiten das Vorwerk des Klosters von Laienmönchen geleitet wurde. In dieser Zeit finden sich in den Urkunden die Namen „Wrauwenhosbach“ (Frauenhosbach, 1297) und „Monichehaspach“ (Mönchhosbach, erstmals 1385). Die Bewohner nannten das Dorf aber in der Vergangenheit immer wieder „Hosbach“ oder auch wegen der felsigen Lage „Steinhosbach“.
Chronisten haben überliefert, dass die Bauern in Mönchhosbach „zum Leben zu wenig und zum Sterben zu viel“ hatten. Mit der Umwandlung von bäuerlichem Land zu Gutsland, entzog man den Menschen ihre überlieferte Lebensgrundlage und stellte sie vor die Wahl zwischen Abwanderung und einem Dasein als Lohnarbeiter. Trotzdem ist der Ort in der Wüstungsperiode des Mittelalters nicht, wie viele andere, aufgegeben worden, was daran gelegen haben soll, dass das Kloster den Bauern nicht erlaubte fortzuziehen.
Vor der Reformation war Mönchhosbach eine eigene Pfarrei, danach mussten die Pfarrer von Berneburg hier den Dienst versehen. Schon im Jahr 1589 soll sich der überlastete Pfarrer von Berneburg geweigert haben, die Kirchengemeinde mitzubetreuen. Erst im Jahr 1841 wurde Mönchhosbach dem Solzer Kirchspiel angeschlossen.